# Discografia de Rachel Stevens
A discografia de Rachel Stevens, uma cantora e compositora pop e dance pop britânica, compreende dois álbuns de estúdio, no qual um foi relançado em versão especial, um extended play digital, oito singles oficiais e dois singles promocionais. Em 2003 Rachel Stevens deixa a banda S Club para seguir carreira solo, lançando no mesmo ano seu primeiro single "Sweet Dreams My LA ex", produzida e composta pela dupla de produtores Bloodshy & Avant, conhecidos por trabalhar com Britney Spears, Jennifer Lopez, Madonna e Kylie Minogue. A canção alcançou a segunda posição no UK Singles Chart, ficando atrás apenas de "Where Is the Love?" da banda Black Eyed Peas.
Em 23 de setembro de 2003 é lançado o primeiro álbum intitulado Funky Dory, pela Polydor Records, alcançando a nona posição no Reino Unido e a décima terceira na Irlanda. O álbum vendeu em torno de 350 mil cópias, recebendo o certificado de platina pela British Phonographic Industry, a BPI. Em 8 de dezembro é lançada a faixa-título do álbum, "Funky Dory", porém falhando nas paradas e alcançando apenas a posição vinte e seis. Devido ao mal desempenho da faixa, demais singles foram cancelados no álbum do jeito que estava, sendo planejado um relançamento com duas novas canções, sendo "Some Girls" a primeira a ser trabalhada. O single lançado em 12 de julho de 2004 chegou a segunda posição, se mantendo por semanas nas dez principais do UK Singles Chart, se tornando o lançamento de maior sucesso da cantora no Reino Unido. Em 16 de julho o álbum é relançado, alcançando a posição treze nas paradas britânicas, aumentando as vendas que chegaram à 400 mil cópias, de onde foi retirado ainda o quarto e último single trabalhado, "More More More", que chegou a posição de número três.
Em 28 de março de 2005 é lançado "Negotiate with Love", o primeiro single de seu novo trabalho, contrariando a vontade da cantora que pretendia abrir o álbum com "So Good". A canção alcançou apenas a posição de número dez, amargando um desempenho abaixo do esperado pela Polydor Records e bem abaixo de sua estreia anterior. Em 4 de julho enfim é lançada a canção "So Good", escolha pessoal de Rachel Stevens, alcançando a mesma posição da anterior, porém tendo um bom desempenho em outros países e ganhando um videoclipe inspirado na cantora Kylie Minogue. Em 3 de outubro é lançado o single "I Said Never Again (But Here We Are)", sendo considerado por críticos como a melhor canção de Rachel Stevens, porém alcançando apenas a posição de número doze. Em 18 de outubro enfim é lançado o segundo álbum da cantora, intitulado Come and Get It, que alcançou a razoável posição vinte e oivo, vendendo ao todo apenas 90 mil cópias. As vendas bem abaixo de seu antecessor foram causaram o fechamento do trabalho sem mais faixas lançadas.
No final de 2006 Rachel Stevens anunciou que estaria tirando férias do cenário musical por alguns problemas pessoais, dedicando-se apenas à carreira de atriz e modelo, além de lançar sua própria grife de roupas e perfumes. Em 2009 o contrato com a Polydor Records não foi renovado pela cantora, sendo finalizado os trabalhos com a gravadora. No mesmo ano a cantora anunciou que estaria gravando seu terceiro trabalho pela Fascination Records, mesma gravadora de Girls Aloud e Jonas Brothers. Porém em 2010 com sua gravidez, o álbum foi adiado para ser lançado apenas em 2012.

## Álbuns

### Álbuns de estúdio
| Ano  | Álbum | Melhores Posições | Melhores Posições | Melhores Posições | Certificação                         |
| Ano  | Álbum | UK                | ARG               | BRA               | Certificação                         |
| ---- | --- | ----------------- | ----------------- | ----------------- | ------------------------------------ |
| 2003 | Funky Dory - Lançamento: 29 de Setembro de 2003 - Relançamento: 16 de Julho de 2004 - Formatos: CD, download digital - Gravadora: Polydor Records | 9                 | 34                | 10                | - Vendas Totais: 500.000 - BPI: Ouro |
| 2005 | Come and Get It - Lançamento: 17 de Outubro de 2005 - Formatos: CD, download digital - Gravadora: Polydor Records                                 | 28                | —                 | —                 | - Vendas Totais: 100.000             |

### EPs
| Ano  | Álbum                                          |
| ---- | ---------------------------------------------- |
| 2005 | Album Sampler - Formato: Demo, Promo album, EP |
| 2005 | So Good EP - Formato: EP, download digital     |

## Singles
| Ano  | Single                                 | Melhores posições | Melhores posições | Melhores posições | Melhores posições | Melhores posições | Melhores posições | Melhores posições | Melhores posições | Melhores posições | Melhores posições | Melhores posições | Álbum           |
| Ano  | Single                                 | UK                | ALE               | BEL               | DIN               | ESL               | EUR               | IRL               | NOR               | SUE               | SUI               | BRA               | Álbum           |
| ---- | -------------------------------------- | ----------------- | ----------------- | ----------------- | ----------------- | ----------------- | ----------------- | ----------------- | ----------------- | ----------------- | ----------------- | ----------------- | --------------- |
| 2003 | "Sweet Dreams My LA Ex"                | 2                 | 64                | 25                | 2                 | 1                 | —                 | 3                 | 5                 | 24                | 63                | 8                 | Funky Dory      |
| 2003 | "Funky Dory"                           | 26                | —                 | —                 | —                 | —                 | —                 | 24                | —                 | —                 | —                 | 81                | Funky Dory      |
| 2004 | "Some Girls"                           | 2                 | —                 | 7                 | —                 | 8                 | —                 | 13                | —                 | —                 | —                 | 4                 | Funky Dory      |
| 2004 | "More More More"                       | 3                 | —                 | —                 | —                 | 11                | —                 | 5                 | —                 | —                 | —                 | 31                | Funky Dory      |
| 2005 | "Negotiate with Love"                  | 10                | —                 | —                 | —                 | —                 | 35                | 27                | —                 | —                 | —                 | —                 | Come and Get It |
| 2005 | "So Good"                              | 10                | —                 | 98                | —                 | 15                | 38                | 27                | —                 | —                 | —                 | 41                | Come and Get It |
| 2005 | "I Said Never Again (But Here We Are)" | 12                | —                 | —                 | —                 | 43                | —                 | 34                | —                 | —                 | —                 | —                 | Come and Get It |

### Participações
| Ano  | Single                                                     | Melhores posições | Melhores posições | Melhores posições | Melhores posições | Melhores posições | Melhores posições | Melhores posições | Melhores posições | Melhores posições | Melhores posições | Álbum          |
| Ano  | Single                                                     | UK                | AUS               | ALE               | BEL               | DIN               | IRL               | NOR               | NZL               | SUE               | SUI               | Álbum          |
| ---- | ---------------------------------------------------------- | ----------------- | ----------------- | ----------------- | ----------------- | ----------------- | ----------------- | ----------------- | ----------------- | ----------------- | ----------------- | -------------- |
| 2004 | "Do They Know It's Christmas?" (with Band Aid 20)          | 1                 | 9                 | 7                 | 7                 | 1                 | 1                 | 1                 | 2                 | 6                 | 9                 | Band Aid 20    |
| 2008 | "Greatest Love of All" (Duncan James feat. Rachel Stevens) | —                 | —                 | —                 | —                 | —                 | —                 | —                 | —                 | —                 | —                 | Fight For Life |

### Outros singles
| Ano  | Single       | Posições | Álbum           |
| Ano  | Single       | ESL      | Álbum           |
| ---- | ------------ | -------- | --------------- |
| 2004 | "Fools"      | —        | Funky Dory      |
| 2005 | "Crazy Boys" | 99       | Come and Get It |

## Outras Aparições
| Ano  | Canção                                          | Artista        | Álbum                                    |
| ---- | ----------------------------------------------- | -------------- | ---------------------------------------- |
| 2001 | "I Really Miss You"                             | S Club         | S Club 7 Party Live                      |
| 2003 | "You're Everything"                             | Gareth Gates   | Pop Idol                                 |
| 2003 | "Sweet Dreams My LA Ex"                         | Rachel Stevens | Now That's What I Call Music! 56         |
| 2004 | "Funky Dory (Vertigo Vocal Mix)"                | Rachel Stevens | Pop Beats                                |
| 2004 | "Fools"                                         | Rachel Stevens | The Princess Diaries 2: Royal Engagement |
| 2004 | "Knock on Wood"                                 | Rachel Stevens | DiscoMania                               |
| 2004 | "Breathe In, Breathe Out (Tom Neville Dub Mix)" | Rachel Stevens | UK Club Beats                            |
| 2004 | "Some Girls"                                    | Rachel Stevens | Now That's What I Call Music! 58         |
| 2004 | "Sweet Dreams My LA Ex"                         | Rachel Stevens | Ketnet Party Kids                        |
| 2004 | "More More More"                                | Rachel Stevens | Now That's What I Call Music! 59         |
| 2005 | "So Good"                                       | Rachel Stevens | Now That's What I Call Music! 61         |
| 2005 | "Sweet Dreams My LA Ex"                         | Rachel Stevens | Woman                                    |
| 2005 | "More More More"                                | Rachel Stevens | Pop Princess - Vol. 2                    |
| 2005 | "I Said Never Again (But Here We Are)"          | Rachel Stevens | Now That's What I Call Music! 62         |
| 2005 | "Crazy Boys"                                    | Rachel Stevens | WCM UK New Releases                      |
| 2005 | "I Said Never Again (But Here We Are)"          | Rachel Stevens | Deuce Bigalow: European Gigolo           |
| 2007 | "Some Girls (The Sharp Boys Hot Fridge Vocal)"  | Rachel Stevens | Pop Hits Mix                             |

## Videoclipes
| Ano  | Canção                                            | Diretor                      |
| ---- | ------------------------------------------------- | ---------------------------- |
| 2003 | "Sweet Dreams My LA Ex"                           | Tim Royes                    |
| 2003 | "Funky Dory"                                      | Katie Bell                   |
| 2004 | "Some Girls"                                      | Paul Weiland                 |
| 2004 | "More More More"                                  | Urban Strum                  |
| 2004 | "Do They Know It's Christmas?" (with Band Aid 20) | Nigel Godrich and Bob Geldof |
| 2005 | "Negotiate with Love"                             | Harvey & Carolyn             |
| 2005 | "So Good"                                         | Cameron Casey                |
| 2005 | "I Said Never Again (But Here We Are)"            | Trudy Bellinger              |
| 2009 | "The Greatest Love" (feat. Duncan James)          | Tim Royes                    |